# André Lapize
André Lapize foi um ciclista francês que participava em competições de ciclismo de pista. Competiu pela França na corrida de 20 km nos Jogos Olímpicos de Verão de 1908.